# Central Atlético Paraíso
O Central Atlético Paraíso é um clube de futebol brasileiro, da cidade de Paraíso do Tocantins, no estado do Tocantins. Suas cores são: verde, amarelo e branco. 

## História
O Central Atlético Paraíso, ou apenas Central Paraíso, foi fundado em 18 de dezembro de 1990.

### Pré-Profissionalização
Em 2021, a equipe participou do Campeonato Tocantinense de Futebol Amador, buscando além de gerar oportunidades para os jovens atletas, o sonho da profissionalização que poderia ser conquistado por meio do título de campeão estadual de futebol amador, mas não foi desta vez.
Em 2022, a agremiação disputou o Campeonato Tocantinende de Futebol Amador, também chamado de Torneio Seletivo Amador. A competição valia a profissionalização e uma vaga na segunda divisão estadual e foi disputada entre três equipe: o Lagoa Esporte Clube, o Vila Nova Futebol Clube de Gurupi e o Próprio Central Atlético Paraíso, que acabou vencendo a competição ao derrotar o Vila Nova de Gurupi duas vezes pelo placar de 1 a 0.

### Segunda Divisão Estadual
No mesmo ano, a equipe estreou no futebol profissional disputando o Campeonato Tocantinense de Futebol de 2022 - Segunda Divisão.

#### 1ª rodada
Na primeira partida como profissional, que aconteceu em Miracema no 16 de outubro de 2022, a equipe foi derrotada pelo placar de 3 a 2, pela aquipe do Tocantins Esporte Clube de Miracema.

#### 2ª rodada
Na segunda rodada, a equipe conseguiu, em casa, no estádio Pereirão, a primeira vitória no futebol profissional ao vencer por 1 a 0 a equipe do São José.

#### 3ª rodada
Na terceira rodada, a equipe enfrentou o compatriota Atlético Cerrado. A partida terminou em zero a zero.

#### 4ª rodada
Na quarta rodada, a equipe sofreu a primeira derrota em casa. Três a zero para o Gurupi Esporte Clube em pleno estádio Pereirão.

#### 5ª rodada
Na quinta rodada, a equipe foi até Tocantinópolis enfrentar o Arsenal Esporte Clube e acabou conseguindo somar mais três pontos ao vencer a equipe da casa por 4 a 2. Com a vitória, a equipe conseguiu a classificação para a semi-final ao somar sete pontos, terminando a fase de grupo em quarto lugar no grupo.

#### Semi-final
Na semi-final, a equipe do Central Paraíso foi eliminada pelo Gurupi Esporte Clube, após perder a primeira partida em casa por 3 a 0 e empatar a segunda em Gurupi.

### Desempenho em competições oficiais
Campeonato Tocantinense - (2ª Divisão)
| Ano  | 2022 |
| Pos. | 4º   |
| ---- | ---- |

Legenda:
     Campeão
     Rebaixado à divisão inferior